# Kissingジェシカ
『Kissingジェシカ』（キッシングジェシカ、Kissing Jessica Stein）は、2001年制作のアメリカ映画。
日本では、2003年3月1日より東京の新宿テアトルタイムズスクエアにて先行上映された。

## 概要
主演女優二人による主演・脚本・共同制作。監督はチャールズ・ハーマン＝ワームフェルド。今作でデビューを飾り、セクシュアリティはゲイである。
この映画は1997年秋にオフ・ブロードウェイで上演されたコメディ・スケッチの1編として生まれた。『Lipschtick』と呼ばれるこの舞台劇は、ニューヨークのライトアークシアターで5日間だけ上演された。
ニューヨークを舞台に、本当は「ストレート」なはずの女性がふとしたことから恋に落ちてしまうさまをユーモラスに描いたロマンティック・コメディである。

## ストーリー
ニューヨークの新聞社に勤める28歳の知的なジャーナリスト、ジェシカ。元カレの上司ジョシュとも仕事上での付き合いとなっていて、何人かの恋人候補を相手にするも、恋愛運は最悪。ある日、ジェシカの好きなライナー・マリア・リルケの詩を引用した、”女性の恋人”を探すヘレンという女性の広告を見つける。画廊のアシスタント・ディレクターのヘレンは、男好きで経験豊富であるが、男性との関係に満足できず、同性との恋愛に興味を持っていた。焦るジェシカは、やがて彼女と会うことを決意する。

## キャスト
| 役名                     | 俳優                             | 日本語吹替     |
| ------------------------ | -------------------------------- | -------------- |
| ジェシカ・スタイン       | ジェニファー・ウェストフェルド   | 佐々木優子     |
| ヘレン・クーパー         | ヘザー・ジャーゲンセン           | 松本梨香       |
| ジョシュ・マイヤーズ     | スコット・コーエン               | 佐久田修       |
| ジュディ・スタイン       | トーヴァ・フェルドシャー         | 火野カチコ     |
| ダン・“ダニー”・スタイン | デイヴィッド・アーロン・ベイカー | 小形満         |
| シドニー・スタイン       | ロバート・アリ                   | 小山武宏       |
| ジョーン                 | ジャッキー・ホフマン             | 寺内よりえ     |
| マーティン               | マイケル・マストロ               | 中村大樹       |
| セバスチャン             | カーソン・エルロッド             | 根本泰彦       |
| スタンリー               | ピーター・ハーシュ               | 石井隆夫       |
| グランマ・エスター       | エスター・ワームフェルド         | 鳳芳野         |
| スティーブン             | マイケル・ショーウォルター       | 三宅健太       |
| グレッグ                 | マイケル・イーリー               | 浜田賢二       |
| チャールズ               | ジョン・ハム                     | 鈴木琢磨       |
| ナンパ男#1               |                                  | 木村雅史       |
| ハワード                 | ニック・コーリー                 | 下山吉光       |
| アーティスト             | アリシア・ライナー               | きのしたゆうこ |
| レイチェル               | ジェニファー・カータ             | 大野エリ       |
| ローリー                 | イラナ・レビン                   | 重松朋         |

日本語版制作スタッフ
- 演出:神尾千春

## 補足
原題の “Kissing Jessica Stein” の「シュタイン/スタイン」（Stein）から、ユダヤ系の姓だと窺えるため、「ユダヤ系のジェシカがキスしている」といった解釈ができる。